# Comuna Novîi Starodub, Petrove
Novîi Starodub (în ucraineană Новий Стародуб) este o comună în raionul Petrove, regiunea Kirovohrad, Ucraina, formată din satele Cervonosillea, Fedorivka, Mareanivka, Novîi Starodub (reședința) și Olimpiadivka.

## Demografie
Componența lingvistică a comunei Novîi Starodub
     Ucraineană (89,97%)
     Rusă (7,84%)
     Alte limbi (0,66%)
Conform recensământului din 2001, majoritatea populației comunei Novîi Starodub era vorbitoare de ucraineană (89,97%), existând în minoritate și vorbitori de rusă (7,84%) și armeană (1,2%).